# Wybór Gracie
Wybór Gracie – amerykański film z 2004 roku. Film wyreżyserował Peter Werner, a scenariusz napisał Joyce Eliason na podstawie artykułu Reny Le Blanc.

## Fabuła
17-letnia Gracie Thompson pochodzi z patologicznej rodziny. Dziewczyna mieszka z siostrą i trzema braćmi. Kiedy ich matka, narkomanka i alkoholiczka, trafia do więzienia. Dziećmi postanawia zająć się babcia. Kobieta nie może sama utrzymać rodziny. Aby jej pomóc Gracie zaczyna pracować jako kelnerka. Wszystko zdaje się układać po jej myśli. Świetnie radzi sobie w szkole, poznaje też chłopaka. Jej siostra i bracia wreszcie są szczęśliwi. Niestety z więzienia wychodzi matka Gracie. Powrót kobiety sprawia, że wszystko zaczyna być takie jak dawniej. Nie chcąc dopuścić do tego, aby sytuacja się powtórzyła, Gracie postanawia sama zaopiekować się rodzeństwem i adoptować młodszych braci. Jednak aby móc zostać "mamą" przyrodnich braci, Gracie, musi zrezygnować ze studiów. Nie podoba to się jej chłopakowi, który w końcu z nią zrywa. Ostatecznie Gracie wygrywa walkę z matką o chłopców, postanawia spróbować swoich sił i idzie na studia.

## Obsada
- Kristen Bell – Gracie Thompson (główna bohaterka)
- David Mclean – Johnny Blicker (jeden z braci)
- Jackie Torrens – Sandra Jacobs
- Shedrack Anderson – Tommy (chłopak Gracie)
- Roger Dunn – Paul Gottfredes
- Jack Armstrong – Robbie Locascio (jeden z braci)
- Roberta Maxwell – Roberta Maxwell (sędzia)
- Diane Ladd – Louela Lawson (babcia)
- Robert Seeliger – Ray
- Kristin Fairlie – Rose Carlton (siostra Gracie)
- Cecil Wright – Pan Hines
- Sandra Caldwell – Pani Thurston
- Brian Atkins – Ryan Walker (jeden z braci)
- Diego Matamoros – Bob Bessey
- Anne Heche – Rowena Lawson (matka)

## Nagrody i nominacje
Nagroda Emmy 2004
- Najlepsza aktorka drugoplanowa w miniserialu lub filmie tv - Anne Heche (nominacja)